# 7è Festival Internacional de Cinema de Canes
El 7è Festival Internacional de Cinema de Canes es va dur a terme del 25 de març al 9 d'abril de 1954. Amb Jean Cocteau com a President del Jurat, el Gran Premi fou atorgat a Jigokumon de Teinosuke Kinugasa. El festival va obrir amb Le Grand Jeu de Robert Siodmak. Aquest va ser el darrer festival amb un jurat predominantment francès.
A mesura que el festival es feia cada vegada més un pol d'atracció de l'espectacle, els escàndols i els romanços de les estrelles apareixien a la premsa. El 1954, l'assumpte de Simone Silva durant el Festival de Cannes va acabar en la separació de la seva carrera com a actriu i la seva mort prematura tres anys després.

## Jurat
El jurat de la competició de 1954 va estar format per:

Pel·lícules
- Jean Cocteau (França) President
- Jean Aurenche (França)
- André Bazin (França)
- Luis Buñuel
- Henri Calef (França)
- Guy Desson (França) (MP official)
- Philippe Erlanger (França)
- Michel Fourre-Cormeray (França)
- Jacques-Pierre Frogerais (França) (membre del CNC)
- Jacques Ibert (França)
- Georges Lamousse (França) (membre del senat)
- André Lang (França)
- Noël-Noël (França)
- Georges Raguis (França) (union official)

Curtmetratges
- Henning Jensen (Dinamarca)
- Albert Lamorisse (França)
- Jean Queval (França) (periodista)
- Jean Tedesco (França)
- Jean Vivie (França) (del CST)

## Pel·lícules en competició
Les següents pel·lícules competien pel Gran Premi:
- Aventuras del barbero de Sevilla dey Ladislao Vajda
- Todo es posible en Granada de Carlos Blanco i José Luis Sáenz de Heredia
- Solange Du da bist de Harald Braun
- Avant le déluge de André Cayatte
- Beneath the 12-Mile Reef de Robert D. Webb
- El Niño y la niebla de Roberto Gavaldón
- Kärlekens bröd de Arne Mattsson
- Crònica dels pobres amants (Cronache di poveri amanti) de Carlo Lizzani
- Cirkus Fandango d'Arne Skouen
- Cómicos de Juan Antonio Bardem
- Five Boys from Barska Street (Piatka z ulicy Barskiej) d'Aleksander Ford
- Le Grand Jeu de Robert Siodmak
- D'aquí a l'eternitat by Fred Zinnemann
- Jigokumon de Teinosuke Kinugasa
- Det Stora Ädventyret d'Arne Sucksdorff
- El gran guerrer Skanderbeg (Velikiy voin Albanii Skanderbeg) de Serguei Iutkevitx
- Nigorie de Tadashi Imai
- The Kidnappers de Philip Leacock
- Kiskrajcár de Márton Keleti
- Knave of Hearts de René Clément
- Els cavallers de la taula rodona de Richard Thorpe
- Komedianti de Vladimír Vlcek
- Die Letzte Brücke de Helmut Käutner
- Little Boy Lost de George Seaton
- The Living Desert de Walt Disney i James Algar
- Sangre y luces de Georges Rouquier i Ricard Muñoz Suay
- Koibumi de Kinuyo Tanaka
- Maddalena d'Augusto Genina
- Man of Africa de Cyril Frankel
- Sudba Mariny d'Isaak Xmaruk i Viktor Ivtxenko
- El Mártir del Calvario de Miguel Morayta
- Mayurpankh de Kishore Sahu
- Memorias de un Mexicano de Carmen Toscano
- El Wahsh de Salah Abu Seif
- Feitiço do Amazonas de Zygmunt Sulistrowski
- Carrusel napolità (Carosello napoletano) d'Ettore Giannini
- Pamposh de Ezra Mir
- Si mis campos hablaran de José Bohr
- Sira' Fi al-Wadi de Youssef Chahine
- O Canto do Mar d'Alberto Cavalcanti
- Mastera russkogo baleta de Gerbert Rappaport
- Do Bigha Zamin de Bimal Roy
- Kyriakatiko xypnima de Michael Cacoyannis

## Curtmetratges en competició
Els següents curtmetratges competien per Gran premi al curtmetratge:
- Apollon kai Dafni de Thanassis Meritzis
- Aptenodytes forsteri (Les Pingouins) de Mario Marret
- Aquarium d'Ágoston Kollányi
- The Blakes Slept Here de Jacques Bernard Brunius
- Christophe Plantin, imprimeur des humanistes du XVIeme siècle de Gaston Vermaillen
- Der dom zu Koeln d'Ulrich Kayser
- El Greco en su obra maestra : El entierro del Conde Orgaz de Juan Serra
- Er is altijd een tockomst de Kees Stip
- Exploratieboren de Bert Haanstra
- Feminine Fashions de Moham Dayaram Bhavnani
- Il fiume della vita d'Enrico Castelli Gattinara
- Folk Dances of India de Moham Dayaram Bhavnani
- Det gjelder livet de Titus Vibe Müller
- Una goccia d'acqua de Enzo Trovasilli
- Highlands of Iceland de Magnus Johannsson
- Hokusai de Hiroshi Teshigahara
- Jaktflygare de Helge Sahlin
- Jyske kyst de Søren Melson
- Kék vércsék erdejében d'István Homoki-Nagy
- Kozioleczek de L. Marszalek
- Kutna hora de Fr. Lukas
- Land of Enlightment de Mohan Wadhwani
- Den lille pige med svovlstikkerne de Johan Jacobsen
- Lumière de P. Paviot
- Miniatury kodesku behema de Stanislaw Lenartowicz
- Le mystère de la Licorne d'Arcady, Jean-Claude See
- Nouveaux horizons de Marcel Ichac
- Nytt land under svillene de Per Opsahl
- O kohoutkovi a slepicce de Zdenec Miler
- O sklenicku víc de Bretislav Pojar
- L'Ombre de St Michel de Jean Pichonnier, Paul Pichonnier
- De Opsporing van Aardolie de Bert Haanstra
- The Owl and the Pussy Cat de Brian Borthwick, John Halas
- Pik droujby d'I. Goutman
- Plastik im Freien d'Adalbert Baltes
- The Pleasure Garden de James Broughton
- Polet na lounou de Vladimir Broumberg, Zinaiida Brumberg
- Promenade au Luxembourg de Philippe Schneider
- Rene Leriche chirurgien de la douleur de René Lucot
- River of Hope de Moham Dayaram Bhavnani
- Ruban noir de Henry Jacques
- El solitario de Sayan d'Enrico Gras
- Stare miasto (La ciutat vella de Varsòvia) de Jerzy Bossak
- Stern von Bethlehem de Wilhelm Döderlein
- Toot, Whistle, Plunk and Boom de Ward Kimball, Charles A. Nichols
- Uspavana ljepotica de Rudolf Sremec
- La vie des Chamois d'André Bureau, Paul Claudon, P. Dalli, Pierre Levent, André Villard
- Vieren maar de Herman Van Der Horst
- Viragos kalocsa de Vince Lakatos
- Vita della libellula d'Alberto Ancillotto
- Wild Life Sanctuary de D.D. Reucassel

## Premis

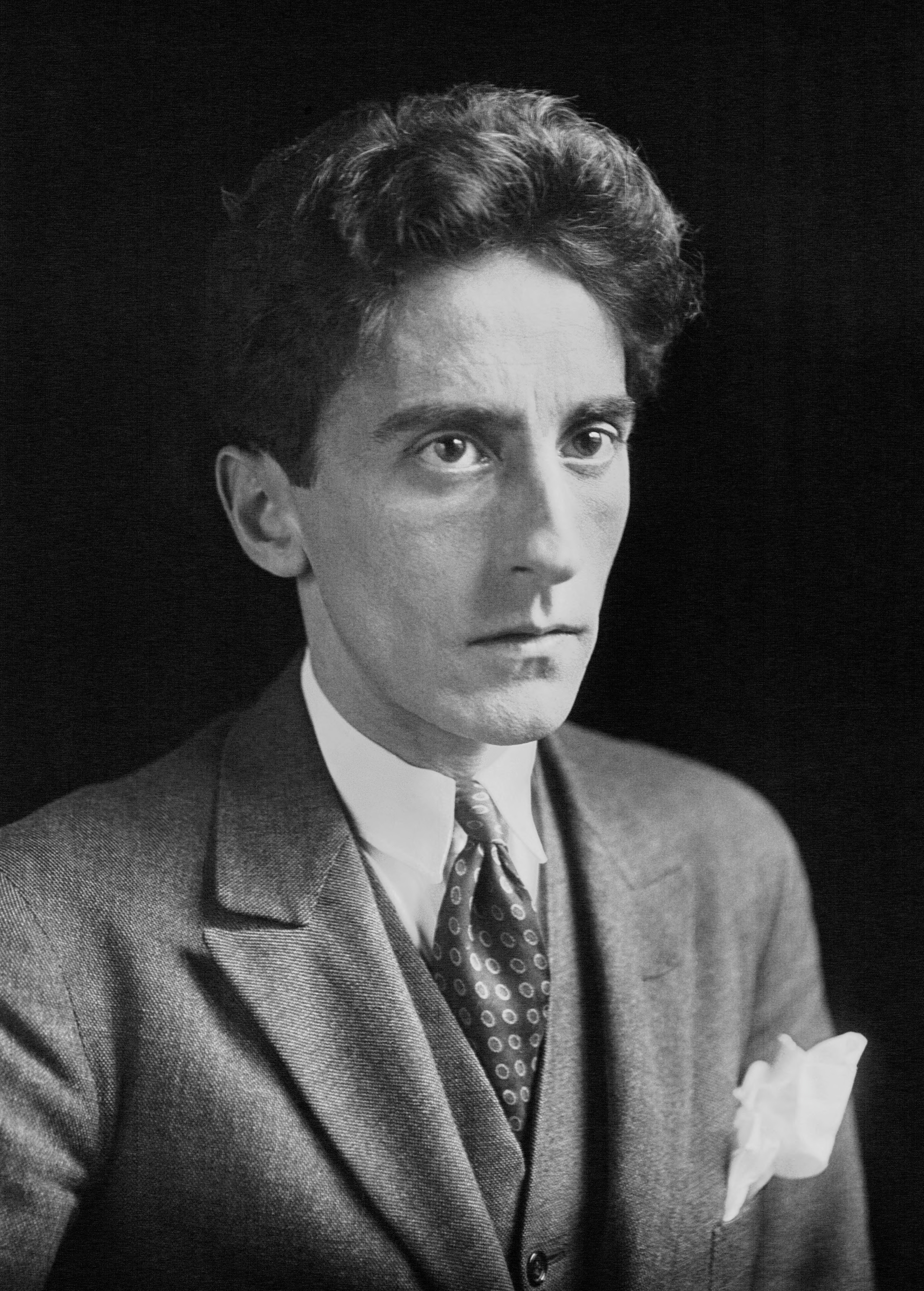
Jean Cocteau, president del Jurat

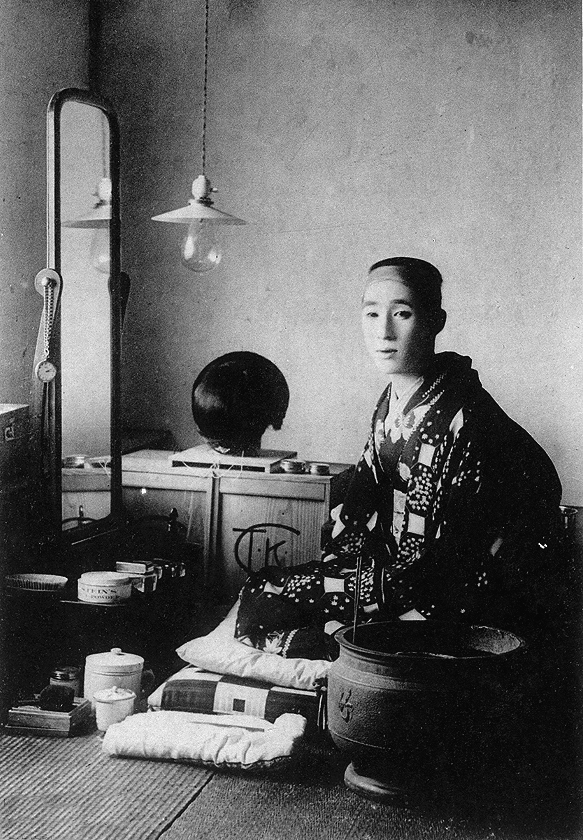
Teinosuke Kinugasa (en 1910), guanyador del Gran Premi

### Premis oficials
Els guanyadors dels premis de 1954 foren:
- Gran Premi: Jigokumon de Teinosuke Kinugasa
- Premi internacional
  - Avant le déluge d'André Cayatte
  - Carrusel napolità (Carosello napoletano) d'Ettore Giannini
  - Crònica dels pobres amants (Cronache di poveri amanti) de Carlo Lizzani
  - Do Bigha Zamin de Bimal Roy
  - Piatka z ulicy Barskiej d'Aleksander Ford
  - Die Letzte Brücke de Helmut Käutner
  - The Living Desert de James Algar
  - Det Stora Ädventyret d'Arne Sucksdorff
  - El gran guerrer Skanderbeg (Veliki voin Albani Skanderbeg) de Serguei Iutkevitx
- Premi especial del jurat: Knave of Hearts de René Clément
- Premi especial: D'aquí a l'eternitat de Fred Zinnemann

Curtmetratges
- Millor pel·lícula de titelles: O sklenicku víc de Břetislav Pojar
- Millor pel·lícula de fantasia poètica: The Pleasure Garden de James Broughton
- Millor pel·lícula de la realitat: Stare miasto (The Old Town of Warzaw) by Jerzy Bossak
- Millor pel·lícula de la natura: Aptenodytes forsteri (Les Pingouins) by Mario Marret
- Millor pel·lícula d'entreteniment: Toot, Whistle, Plunk and Boom de Ward Kimball, Charles A. Nichols

### Premis independents
Premi FIPRESCI
- Avant le déluge d'André Cayatte

Premi OCIC
- Die Letzte Brücke de Helmut Käutner

Altres premis
- Menció especial[10]
  - André Cayatte i Charles Spaak peor Avant le déluge
  - Maria Schell per la seva actuació a Die Letzte Brücke
  - L'equip de càmara de The Living Desert
  - Aleksander Ford per la seva direcció de Piatka z ulicy Barskiej
  - Arne Sucksdorff per la seva direcció de Det Stora Ädventyret
  - Serguei Iutkevitx per la seva direcció de El gran guerrer Skanderbeg (Veliki voin Albani Skanderbeg)

## Mèdia
- Institut National de l'Audiovisuel: Obertura del festival de 1954 (Michèle Morgan i Robert Mitchum, comentari en francès)
- INA: Obertura del festival de 1954 (Daniel Gélin i Gina Lollobrigida, comentari en francès)